# Рижское коммерческое училище
Рижское коммерческое училище — учебное заведение для детей из купеческих семей, основанное в 1861 году по инициативе Рижского биржевого комитета. Четвертое после санкт-петербургского Императорского коммерческого училища, Московского и Одесского коммерческих училищ подобное учебное заведение в Российской империи.

## История
Училище было основано в 1861 году и считалось по уровню преподавания равным лучшим аналогичным школам Франции и Голландии.
При поступлении в училище требовалось сдать экзамены на уровне 6 классов гимназического курса, а изучали в училище коммерческую географию и статистику, коммерческую арифметику, конторское дело и счетоводство, политэкономию, науку о финансах, химию, физику, историю торговли и экономики, торговое дело, вексельное дело, морское право, товароведение, коммерческую практику. Срок обучения составлял три года.
В 1904 году училище разместилось на бульваре Тотлебена, в новом здании у Эспланады,  оснащенном на высшем техническом уровне.
В 1909 году, когда академик живописи Вильгельм Пурвитис возглавил Рижскую немецкую школу искусств, он стал предлагать преобразовать училище в Академию художеств. Его патроны в Петербурге не возражали, однако с началом Первой мировой войны эти планы были отложены.
Академия (Мастерская пролетарского искусства) была основана в 1919 году решением народного комиссариата по образованию Латвийской социалистической советской республики, опубликованным 4 мая 1919 года в газете «Cīņa». Мастерской передали здание коммерческого училища. Однако после освобождения Риги от большевиков Биржевой комитет восстановил права на здание.
После присоединения Латвии к СССР в здании коммерческого училища расположилась Академия художеств, во время Великой Отечественной войны немцы устроили там госпиталь, а с 1944 года и по настоящее время в нем располагается Латвийская академия художеств.

## Здание

### Строительство
В начале XX века по решению Рижского Биржевого комитета было заложено здание для училища с края Эспланады. Проект здания выполнил известный архитектор Вильгельм Бокслаф в излюбленном стиле тогдашнего рижского градоначальника Джорджа Армитстеда — неоготике. Посмертная маска Бокслафа ныне хранится в построенном им здании.
Строительство велось с 1902 по 1904 год. Строительная площадка была удобной и сухой, фундамент был углублен только на 2,5 метра.
Внутреннее устройство здания было выполнено по последнему слову техники из железобетона, в здании устроили систему вентиляционных труб, замаскировав под элегантные башенки. Рижская мастерская Эрнста Тоде выполнила витражи для стрельчатых окон. Интерьеры были украшены фресками, потолки расписаны в стиле модерн. Лепные украшения в том же стиле изготовила мастерская Августа Фольца.
Композиционно-планировочным центром здания выступает широкая парадная лестница, к которой примыкают просторные залы. По традиции того времени в учебном здании также были размещены квартиры: в двухэтажном корпусе справа от залов семикомнатные для администрации и поменьше — для другого персонала.

### Оснащение
Богатые рижские биржевики выделили средства на современное техническое оснащение учебного процесса, закупив для классов проекторы — эпидиаскопы, лабораторное оборудование в Хемнице, Лейпциге и Вене.

### Отражение в искусстве
Окрестности здания Академии художеств послужили съемочной площадкой для телефильма про Шерлока Холмса кинорежиссера Игоря Масленникова.

## Знаменитые выпускники
- Кузнецов, Матвей Сидорович — фабрикант фарфора.
- Вильгельм Мунтерс — министр иностранных дел ЛР[6].
- Август Гуральский (Абрам Яковлевич Хейфец) — агент Коминтерна[7].
- Эйхе, Генрих Христофорович — советский военачальник, историк.
- Густав Целминьш — основатель националистических организаций «Угунскрустс» и «Перконкрустс».